# Ледруа, Оливье
Оливье Ледруа (фр. Olivier Ledroit) — французский художник, основное направление творчества — создание графических романов.

## Биография
Оливье Ледруа — один из самых известных французских художников комиксистов в стиле фентези, и один из отцов-основателей жанра БД-Готики. После изучения декоративно-прикладного искусства, Оливье начал рисовать наброски для некоторых игровых журналов. После встречи с автором комиксов Франсуа Фродевалем, Ледруа был введен в круг комиксистов. Вместе с Фродевалем, он создал «Хроники Чёрной Луны», серию публиковавшуюся издательствами «Zembla» с 1989 года, а затем «Dargaud». Во время работы над этой серии, он также нарисовал фантастическое БД «Xoco» (1994), по сюжету Томаса Мосди.
Между 1996 и 1999 годами, Ледруа работал с Патом Миллсом над научно-фантастической серией «Sha», которая рассказывает о религиозно-фашистских США будущего. В 1998 году он написал сценарий и нарисовал БД «La Porte Ecarlate» для Soleil. В 2000 году под своим собственным лейблом  «Никель», он начал рисовать и издавать серию «Requiem Chevalier Vampire», что стало ещё одним примером успешного сотрудничества с Патом Миллсом. В 2001 году Оливье нарисовал эпизод «Les Arcandes de la Lune Noire» (спин офф Хроник) по сюжету Фродеваля для издательства Dargaud. В 2003 году вышла книга Ледруа с иллюстрациями сказок «L'Univers Féerique d'Olivier Ledroit». В данный момент проживает в Бретани.

## Работы Ледруа

### Графические новеллы
- Chroniques de la Lune Noire (автор Франсуа Фродеваль), 5 из 14 томов
  1. «Знак тьмы» (Le signe des Ténèbres, 1989)
  2. «Драконий ветер» (Le Vent des Dragons, 1990)
  3. «Дьявольский знак» (La marque des démons, 1991)
  4. «Когда шипят змеи» (Quand sifflent les Serpents, 1992)
  5. «Алый танец» (La danse écarlate, 1994)

  - Les Arcanes de la Lune Noire (отдельные истории в рамках цикла), 1 из 2 томов

  1. «Гхоргхор Бэй» (Ghorghor Bey, 2001)
- Xoco (автор Томас Мосди), 2 из 4 томов
  1. Papillon obsidienne (1994)
  2. Notre seigneur l'écorché (1995)
- Sha (автор Пат Миллс), 3 из 3 томов
  1. The shadow one (1996)
  2. Soul Wound (1997)
  3. Soul Vengeance (1998)
- La Porte écarlate (автор Оливье Ледруа), 1 из 1 тома
  1. Les irradiés (1998)
- Wika
  1. Wika et la fureur d'Obéron (2014)
  2. Wika et les Fées noires (2016)
  3. Wika et la gloire de Pan (2019)
- Requiem Chevalier Vampire (автор Пат Миллс), 11 томов
  1. Résurrection (2000)
  2. Danse macabre (2001)
  3. Dracula (2002)
  4. Le Bal des vampires (2003)
  5. Dragon blitz (2004)
  6. Hellfire Club (2005)
  7. Le Couvent des Sœurs de Sang (2007)
  8. La Reine des Âmes Mortes (2008)
  9. La cite des pirates (2010)
  10. Bain de sang (2011)
  11. Amours défuntes (2012)
- Les Contes de l’Ankou (автор Жан-Люк Истин)
  - 3. Au Royaume des Morts...  (2007)

### Иллюстрации
- Les récits vol 2: Le diable (1995)
- L’Univers féerique d’Olivier Ledroit (2005)
- Ledroit (2007)
- Le Monde des dragons (2007)
- Обложки для остальных новелл серии "Chroniques de la Lune Noire"
- Belles de nuit (2013)